# Clemens Coenen
Clemens Coenen (* 22. Juni 1978 in Wolfenbüttel) ist ein ehemaliger deutscher Triathlet.

## Werdegang
Clemens Coenen startete 1992 bei seinem ersten Triathlon und wurde 2008 beim Ironman auf Hawaii Amateur-Weltmeister auf der Triathlon-Langdistanz (3,86 km Schwimmen, 180,2 km Radfahren, 42,195 km Laufen). Zwei Tage nach dem Wettkampf heiratete er dort seine Frau Yvonne. Clemens Coenen trainierte mit dem TV Lemgo. Seit 2017 tritt er nicht mehr international in Erscheinung.
Coenen lebt in Lemgo.

## Sportliche Erfolge
| Datum/Jahr    | Rang | Wettbewerb                 | Austragungsort | Zeit     | Bemerkung                                                                            |
| ------------- | ---- | -------------------------- | -------------- | -------- | ------------------------------------------------------------------------------------ |
| 11. Juni 2017 | 8    | Bonn-Triathlon             | Bonn           | 02:54:03 |                                                                                      |
| 11. Juli 2016 | 1    | Verler Triathlon           | Verl           | 01:59:06 | Sieger über die olympische Distanz (1,5 km Schwimmen, 40 km Radfahren, 10 km Laufen) |
| 9. Juni 2013  | 1    | Bonn-Triathlon             | Bonn           |          | Sieger über die Mitteldistanz (3,8 km Schwimmen, 60 km Radfahren, 15 km Laufen)      |
| 26. Aug. 2012 | 5    | Trans Vorarlberg Triathlon | Bregenz        | 04:17:22 |                                                                                      |
| 18. Sep. 2010 | 2    | Ican Triathlon Mallorca    | Peguera        | 04:00:13 |                                                                                      |
| 13. Juni 2010 | 4    | Bonn Triathlon             | Bonn           | 02:52:12 | 3,8 km Schwimmen, 60 km Radfahren und 15 km Laufen                                   |
| 24. Mai 2009  | 14   | Ironman 70.3 Austria       | St. Pölten     | 04:01:20 |                                                                                      |

| Datum/Jahr    | Rang | Wettbewerb                                      | Austragungsort   | Zeit     | Bemerkung |
| ------------- | ---- | ----------------------------------------------- | ---------------- | -------- | --- |
| 5. Nov. 2011  | 17   | ITU Long Distance Triathlon World Championships | Henderson        | 05:28:48 | Weltmeisterschaft auf der Langdistanz. |
| 9. Okt. 2010  | 25   | Ironman Hawaii                                  | Hawaii           | 08:41:33 | bei der Triathlon-Weltmeisterschaft am 9. Oktober 2010 |
| 1. Mai 2010   | 5    | Ironman St. George                              | St. George       | 09:02:13 | hinter dem österreichischen Sieger Michael Weiss |
| 2008          | 20   | Ironman Hawaii                                  | Hawaii           | 08:52:36 | Clemens Coenen konnte bei seinem dritten Start auf Hawaii mit einer Zeit von 8:52:36 Stunden unmittelbar hinter der amtierende Weltmeisterin und Europameisterin Chrissie Wellington im Ziel einlaufen und als schnellster Amateur in Kona auf Hawaii den 20. Rang erreichen. |
| 2006          | 8    | Ironman Germany                                 | Frankfurt        | 08:40:04 | Clemens Coenen finishte als erster der Gruppe M25-29. |
| 2005          | 42   | Ironman Hawaii                                  | Hawaii           |          | |
| 2005          | 7    | Ironman Lanzarote                               | Playa del Carmen |          | Coenen erreichte den 7. Rang und eine Qualifikation für die WM auf Hawaii. |
| 2003          | 67   | Ironman Hawaii                                  | Hawaii           |          | |
| 27. Juli 2003 | 13   | Ironman Switzerland                             | Zürich           |          | |

(DNF – Did Not Finish)